# 大槌城

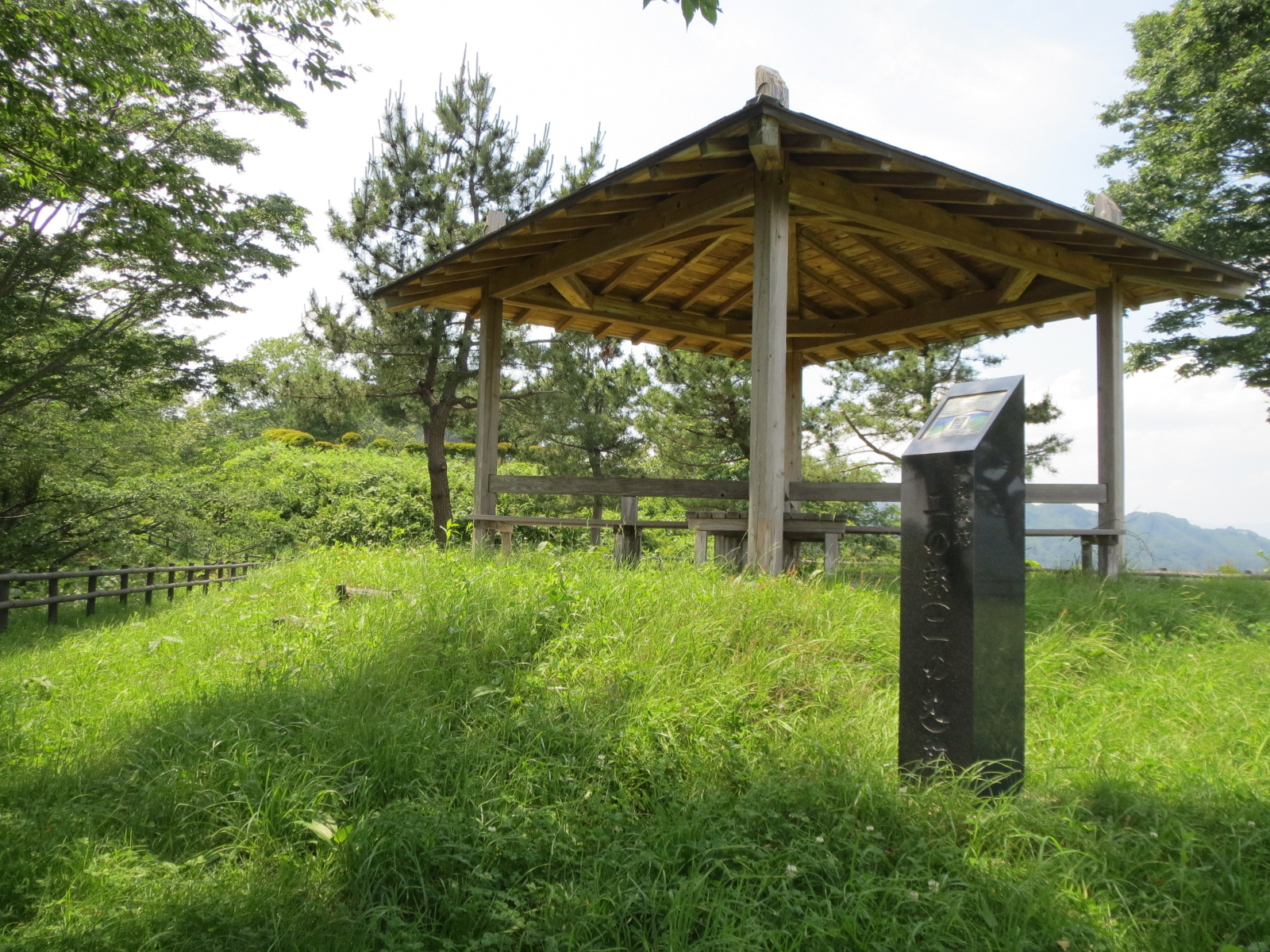
本丸跡地東側にある二の郭跡。
2017年（平成29年）6月撮影。

大槌城（おおつちじょう）は、岩手県上閉伊郡大槌町大槌城山にあった日本の城（山城）。室町時代に大槌次郎が築城して以後、代々大槌氏の居城と伝わる。別名は浜崎館、または古館。岩手県指定史跡。

## 概要
建武年間（1334年-1336年）または正平年間（1346年-1370年）の頃に、遠野阿曽沼氏の一族・阿曽沼朝綱の二男・大槌次郎が閉伊郡東岸部の治安維持のため大槌に赴任したことが起源とされ、現在の大槌町の背後にある山の上に築城された。規模は東西700メートル×南北100メートルで、物見的な砦と、4つの曲輪から構成され、砦は堀で囲まれている。
永享9年（1437年）、大槌孫三郎が岳波太郎に呼応して阿曽沼氏を攻めた際、阿曽沼氏を支援した南部氏に大槌城は攻撃を受けた。しかし、城の両側を流れる川など、天然の要害を生かして攻撃を巧妙に防ぎ、遂には流れ矢によって敵将南部守行を討ち取ったという。
戦国時代末期の阿曽沼広郷の代に阿曽沼氏は遠野十二郷を支配する大勢力に成長しており、この頃の大槌氏はふたたび阿曽沼氏の支配下に組み込まれ、1591年（天正19年）の九戸政実の乱で大槌孫八郎広信は阿曽沼広長とともに三戸城主・南部信直方に参陣した。1600年（慶長5年）、鱒沢館主・鱒沢広勝による遠野制圧で、阿曽沼広長は遠野を追われ世田米に居住したが、大槌孫八郎は広長支持の姿勢を崩さず、伊達政宗の支援を受けて遠野奪還を目指した広長とともに遠野郷に侵攻した。しかし南部氏の支援を受けた鱒沢氏に敗れ大槌城に退却、大槌城は南部勢に包囲されたが、孫三郎は徹底抗戦の構えを見せ、南部利直の懐柔策で降伏し、自らは伊達領に落ちていった。孫三郎の跡は和賀・稗貫一揆で活躍した大槌政貞（広信の子?・一族説あり）が継いだが、1616年（元和3年）、南部利直の謀略で自害に追い込まれ大槌氏は改易となった。
大槌氏の滅亡後、派遣された南部氏城代もこの城を居城としていたが、1632年（寛永9年）南部藩の代官が置かれ、代官所は山麓の旧大槌小学校（現・大槌町役場）に設けられた。
南の平田村から北の豊間根村、内陸方面小国村・江繋村に至る「大槌通り」23ヶ村を統治させ、代官は盛岡より派遣された。大槌城は1659年（万治2年）、南部藩によって取り壊された。
1869年（明治2年）代官所は廃止され備品は入札にかけられ払い下げられた。
1992年（平成4年）9月4日、県の史跡に指定された。

## 構造
小槌川と大槌川に挟まれた標高140mの城山に築かれている。
山頂の主郭から東に向かってのびる尾根に、二郭・三郭・四郭と続く。
主郭:長軸20mほどの楕円形の郭。帯郭を伴う。
二郭:主郭の東側、くの字型に湾曲した郭で長軸100mほど。
三郭:二郭からさらに降ったところにある。二郭との間には緩やかな傾斜の郭が敷設されている。
四郭:さらに降った場所にある長方形の郭。
道はさらに尾根を降って続いていき、その先の南端部分には高館と呼ばれている小郭がある。
平場の総面積は7,540㎡前後となる。